# Rafinacja

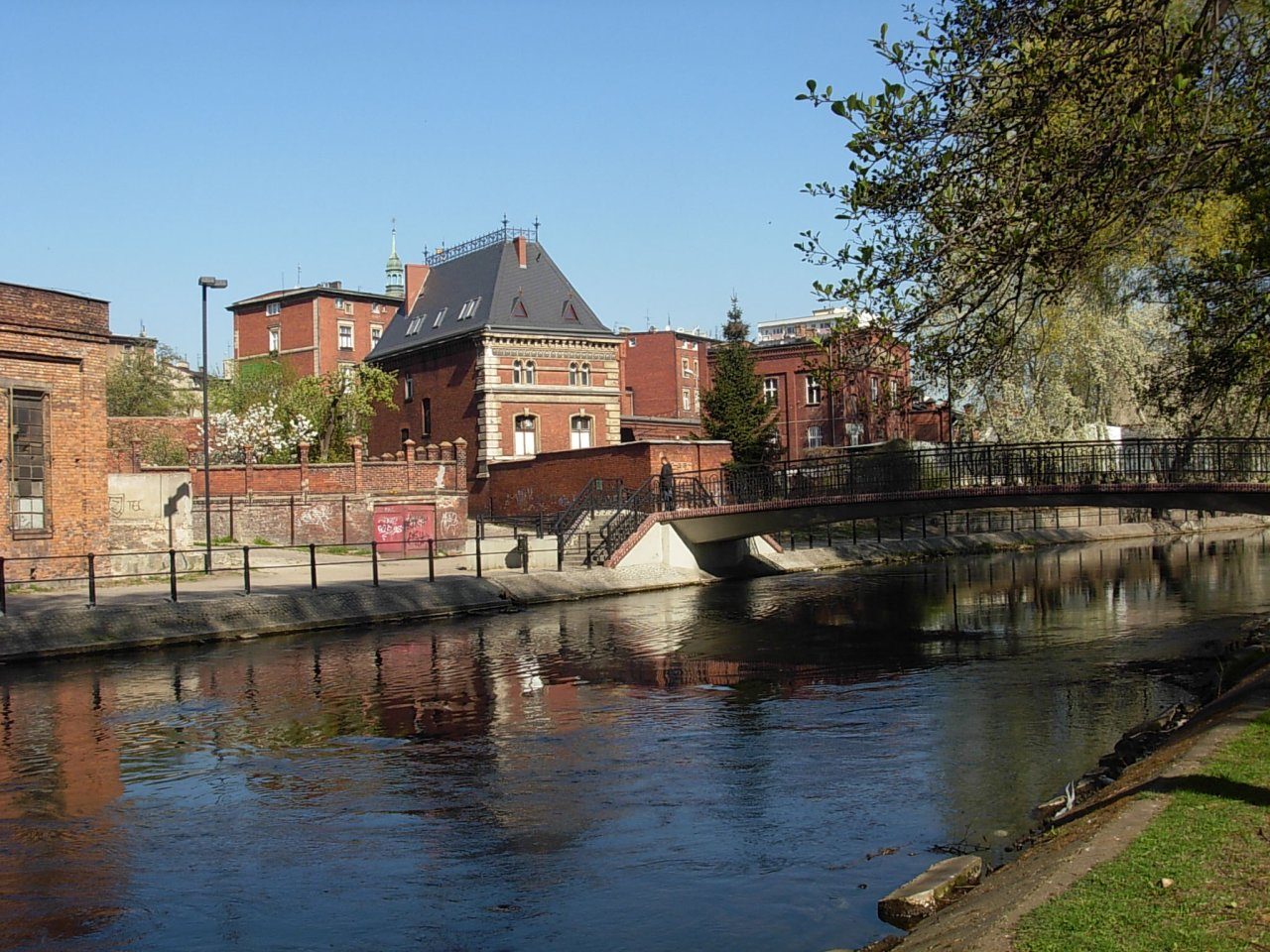
Dawna rafineria spirytusu Augusta Frankego w Bydgoszczy

Rafinacja – oczyszczanie substancji (np. tłuszczów, benzyn) w celu nadania im odpowiednich właściwości, np. pozbawienia zabarwienia, poprawienia zapachu, zwiększenia trwałości. Rafinacja może odbyć się za pomocą metod fizycznych (destylacja, ekstrakcja) lub chemicznych (działanie kwasami, zasadami)